# ناحیه فیتورن، میشیگان
ناحیه فیتورن (به انگلیسی: Faithorn Township) یک منطقهٔ مسکونی در ایالات متحده آمریکا است که در شهرستان منامنی، میشیگان واقع شده‌است.
 ناحیه فیتورن ۱۴۰٫۶ کیلومتر مربع مساحت و ۲۱۴ نفر جمعیت دارد و ۲۶۱ متر بالاتر از سطح دریا واقع شده‌است.